# Roberto Gil Esteve
Roberto Gil Esteve (* 30. Juli 1938 in Paterna, in der spanischen Provinz Valencia; † 5. August 2022) war ein spanischer Fußballspieler und -trainer.

## Karriere

### Spieler
Gil Esteve kam 18-jährig für die Nachwuchsmannschaft des FC Valencia in der Gruppe Süd der Segunda División, der zweithöchsten Spielklasse im spanischen Fußball zum Einsatz und stieg am Saisonende mit der Mannschaft in die Tercera División ab. In zwei Relegationsspielen um den Aufstieg in die Segunda División 1959/60 gegen den als Fahrstuhlmannschaft bekannten Verein Hércules Alicante wurde dieser – nach dem torlosen Hinspiel – mit dem 2:0-Sieg im Rückspiel in Alicante verwirklicht.
Im Gegensatz zu seiner Mannschaft stieg Gil Esteve zur Saison 1959/60 noch eine Spielklasse höher auf, da er von der Ersten Mannschaft des FC Valencia vertraglich gebunden wurde. Während seiner bis Saisonende 1969/70 währenden Vereinszugehörigkeit, gewann er auch seine ersten Titel als Spieler. In seiner Premierensaison bestritt er 19 Punktspiele, wobei er am 13. September 1959 (1. Spieltag) bei der 0:2-Niederlage im Auswärtsspiel gegen Real Sociedad debütierte. Sein erstes von vier Saisontoren erzielte er sogleich im ersten Heimspiel eine Woche später; es war das 2:0 in der 57. Minute beim 2:1-Sieg über Real Madrid. Sein Debüt im Wettbewerb um den Königspokal, seinerzeit noch Copa de S.E. El Generalísimo genannt, gab er am 1. Mai 1960 im Rückspiel des Sechzehntelfinales bei der 0:1-Niederlage gegen Real Murcia; das Aus ereilte ihn und seine Mannschaft im Viertelfinale gegen Atlético Madrid. 1960/61 und 1961/62 wurde er nur sieben- bzw. sechsmal in den Meisterschaftsspielen eingesetzt, im Pokalwettbewerb 1961/62 bis zum Ausscheiden im Halbfinale gegen den FC Sevilla jedoch achtmal; bei seiner ersten Teilnahme im Wettbewerb um den Messestädte-Pokal trug er mit nur zwei Einsätzen (gegen den  FC Lausanne-Sport und MTK Budapest FC beim 7:3-Sieg im Rückspiel) zum späteren und ersten internationalen Titel bei. Bei seiner zweiten Teilnahme 1962/63 trug er mit drei Spielen zum erneuten Pokalgewinn bei; in der Meisterschaft erzielte er mit sieben Toren in 21 Punktspielen zuvor die meisten für seinen Verein und in der Saison 1964/65 kam er mit 30 Punktspielen am häufigsten zum Einsatz. Am 2. Juli 1967 gehörte er der Mannschaft an, die den nationalen Vereinspokal mit 2:1 gegen Athletic Bilbao gewann, in sieben Spielen zuvor wirkte er bereits mit. Mit diesem Erfolg war er mit seiner Mannschaft auch im Wettbewerb um den Europapokal der Pokalsieger 1966/67 vertreten. Nach sechs Spielen schied er mit seiner Mannschaft nach den beiden Spielen gegen den FC Bayern München im Viertelfinale aus dem Wettbewerb aus. Am Saisonende 1970/71 als der FC Valencia die Meisterschaft gewann, die vierte, gehörte er dem Verein nicht mehr an; da spielte er bereits für den CD Calvo Sotelo in der Segunda División. Seinen letzten Einsatz als Spieler hatte er am 6. Juni 1971 am 38. und letzten Spieltag beim 1:0-Sieg im Heimspiel gegen Real Oviedo; mit dem Abstieg seiner Mannschaft beendete er seine Spielerkarriere.

### Trainer
Gil Esteve war in einem Zeitraum von 1977 bis 1996 – mit Unterbrechungen – für sechs spanische Vereine (zum Teil auch mehrmals) als Trainer tätig. Zunächst war er in Gandia, 65 km südlich von Valencia, für den dort ansässigen CF Gandía zwei Jahre und nochmal für zwei Monate in der Saison 1983/84 verantwortlich, danach eine Saison lang für Drittligisten Real Jaén, 1981/82 für den Zweitligisten UD Levante. Den FC Valencia trainierte er in der Rückrunde der  Erstligasaison 1983/84, 1984/85 und in der Rückrunde der Saison 1987/88, zwischendurch in der Rückrunde der Saison 1985/86 den Zweitligisten CD Castellón, den er erneut als Drittligisten von 1994 bis 1996 trainierte. 

## Erfolge
- Messestädte-Pokal-Sieger 1962, 1963, -Finalist 1964
- Spanischer Pokal-Sieger 1967